# Vîșneanka, Malîn
Vîșneanka (în ucraineană Вишнянка) este un sat în comuna Nedașkî din raionul Malîn, regiunea Jîtomîr, Ucraina.

## Demografie
Componența lingvistică a localității Vîșneanka
     Ucraineană (96,77%)
     Rusă (3,23%)
Conform recensământului din 2001, majoritatea populației localității Vîșneanka era vorbitoare de ucraineană (96,77%), existând în minoritate și vorbitori de rusă (3,23%).